# Fotograf

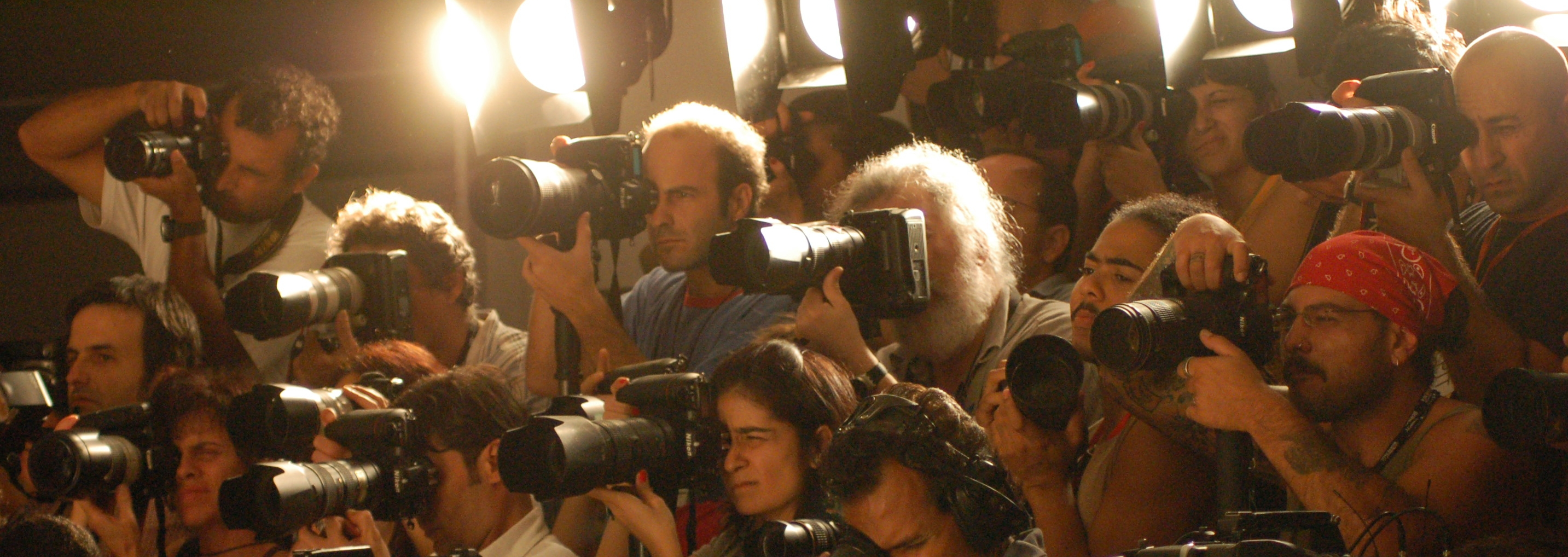
Fotografové na módní přehlídce

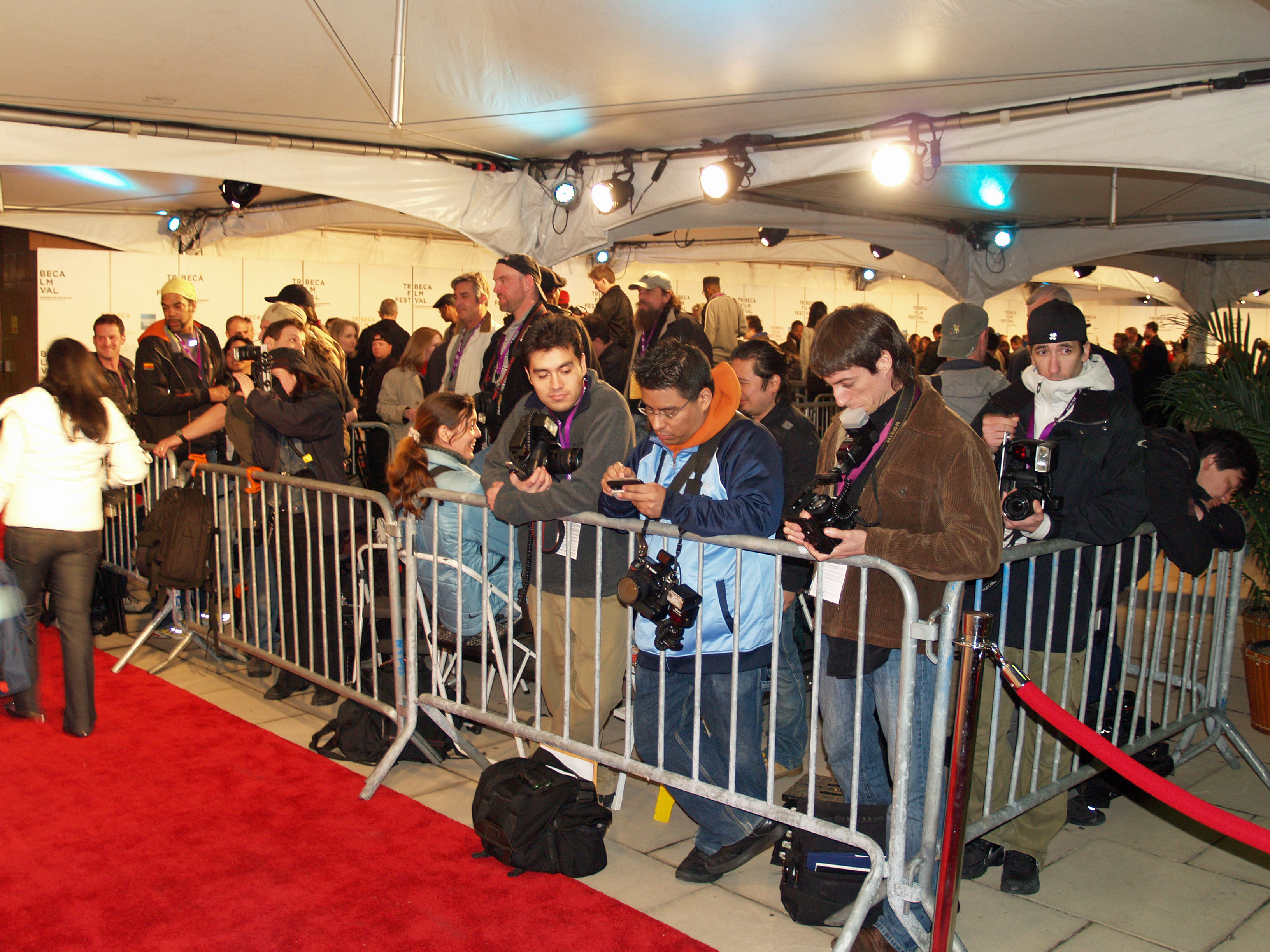
Paparazzi na filmovém festivalu

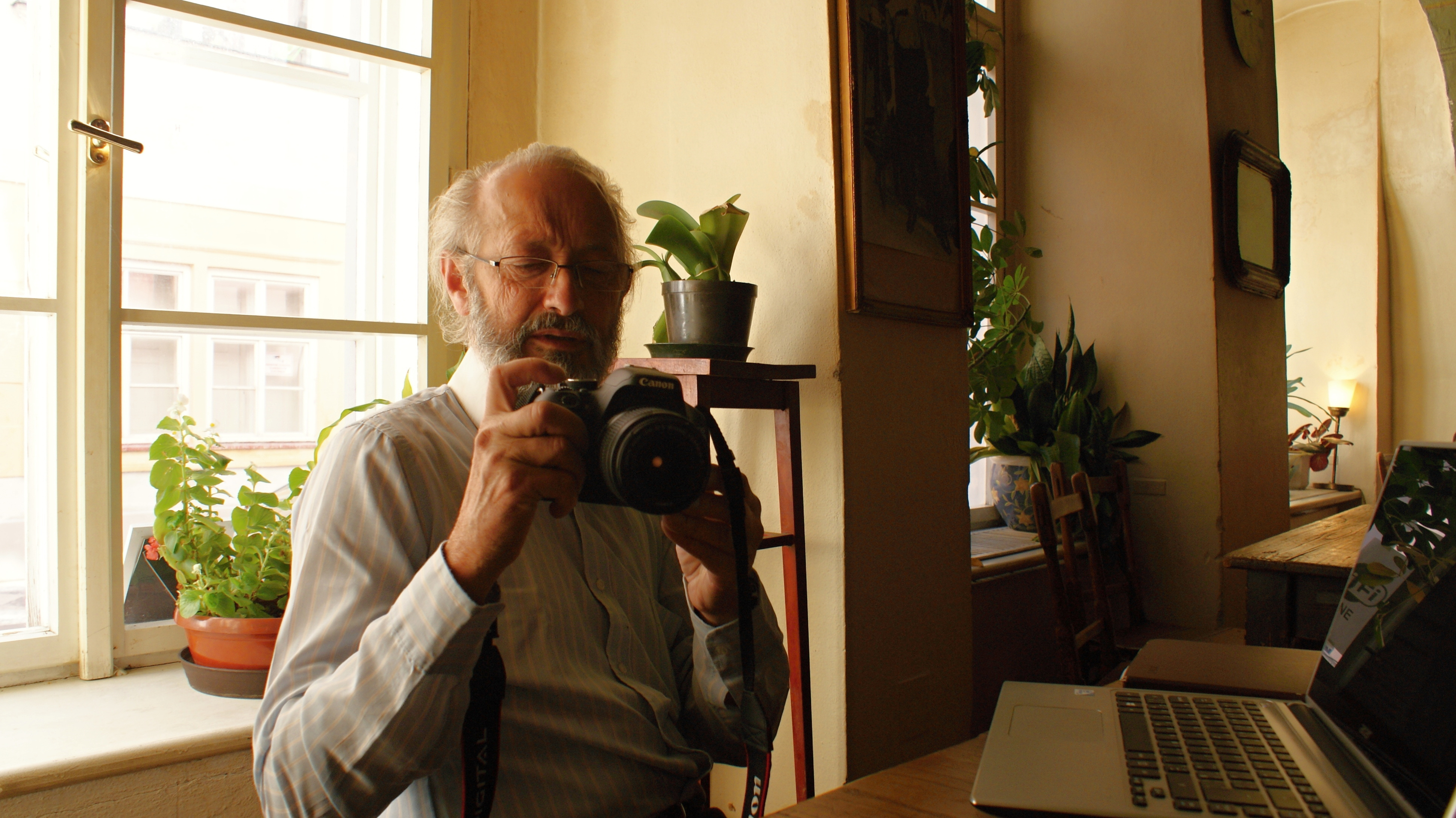
Na pozici fotograf může být vytvořeno i chráněné pracovní místo pro osobu se zdravotním postižením

Fotograf je člověk, který s pomocí klasického nebo digitálního fotoaparátu pořizuje fotografie. Profesionál pořizuje fotografie za účelem výdělku. Fotografem se může označovat i ten, kdo pořizuje fotografie bez fotoaparátu, například autoři fotogramů.
Fotografové se rozdělují podle tématu, které fotografují. Například portrét, krajinu nebo zátiší, produktová fotografie apod.
Fotografové se mohou rozdělovat podle žánru, na který se specializují, například novinářská fotografie, válečná fotografie, dokumentární fotografie, reportážní fotografie, módní fotografie, fotografie potravin, makrofotografie, letecká fotografie atd.
Bulvární fotografové, kteří pak fotí zejména slavné osobnosti, se nazývají paparazzi.
Nejčastějším zařízením, které fotograf používá je právě fotoaparát, médiem pro zachycení a (dočasné) uchování obrazu je pak fotografický film (nebo paměťová karta v případě digitálního fotoaparátu), existují však i další metody, např. fotokopírky nebo xeroxy, fungující na principu elektrického náboje.

## Galerie

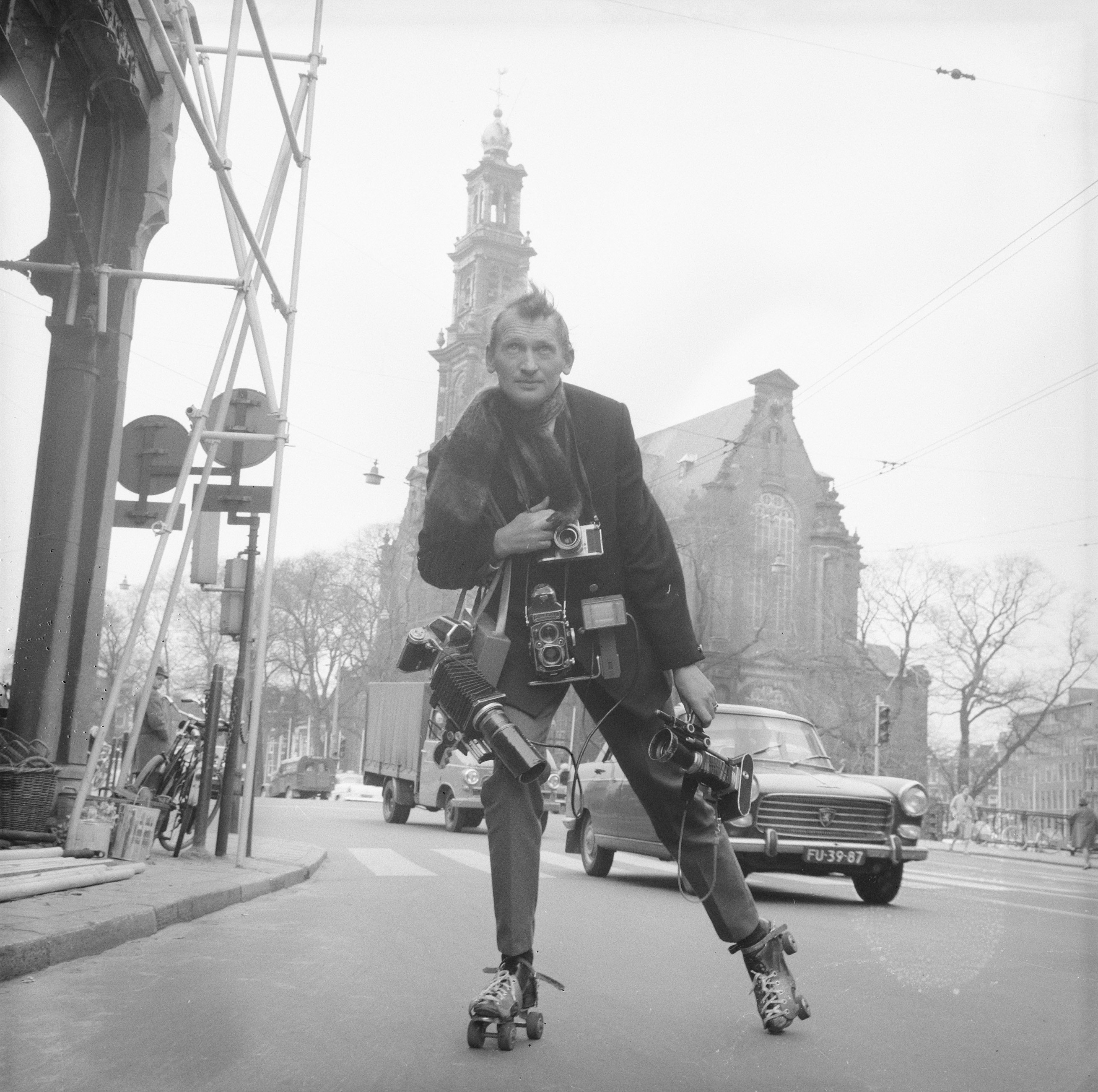
Nizozemský fotograf Jack de Nijs se po městě pohybuje na kolečkových bruslích
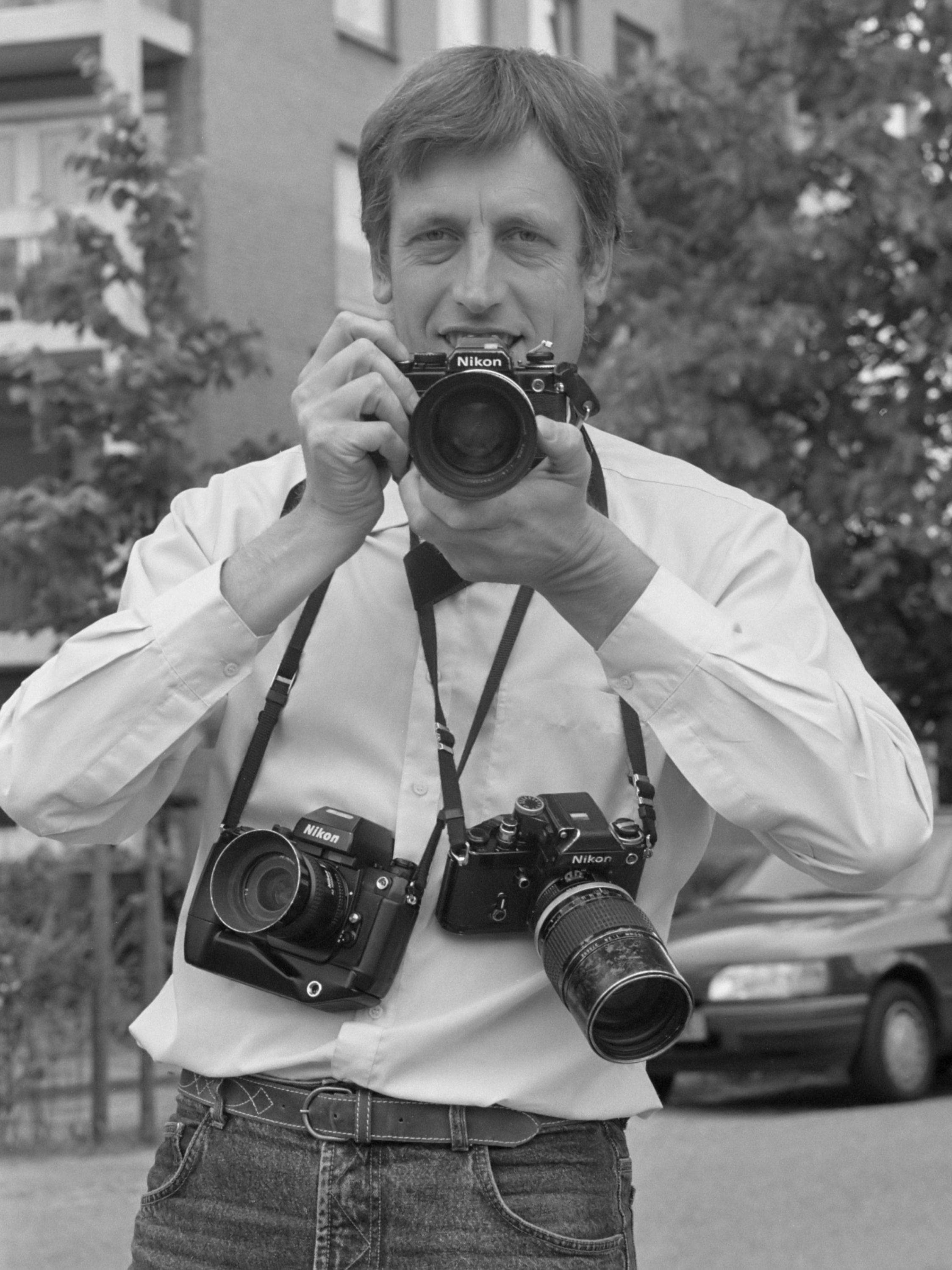
Bert Verhoeff ověšený fotoaparáty